# Панамська конференція (1939)

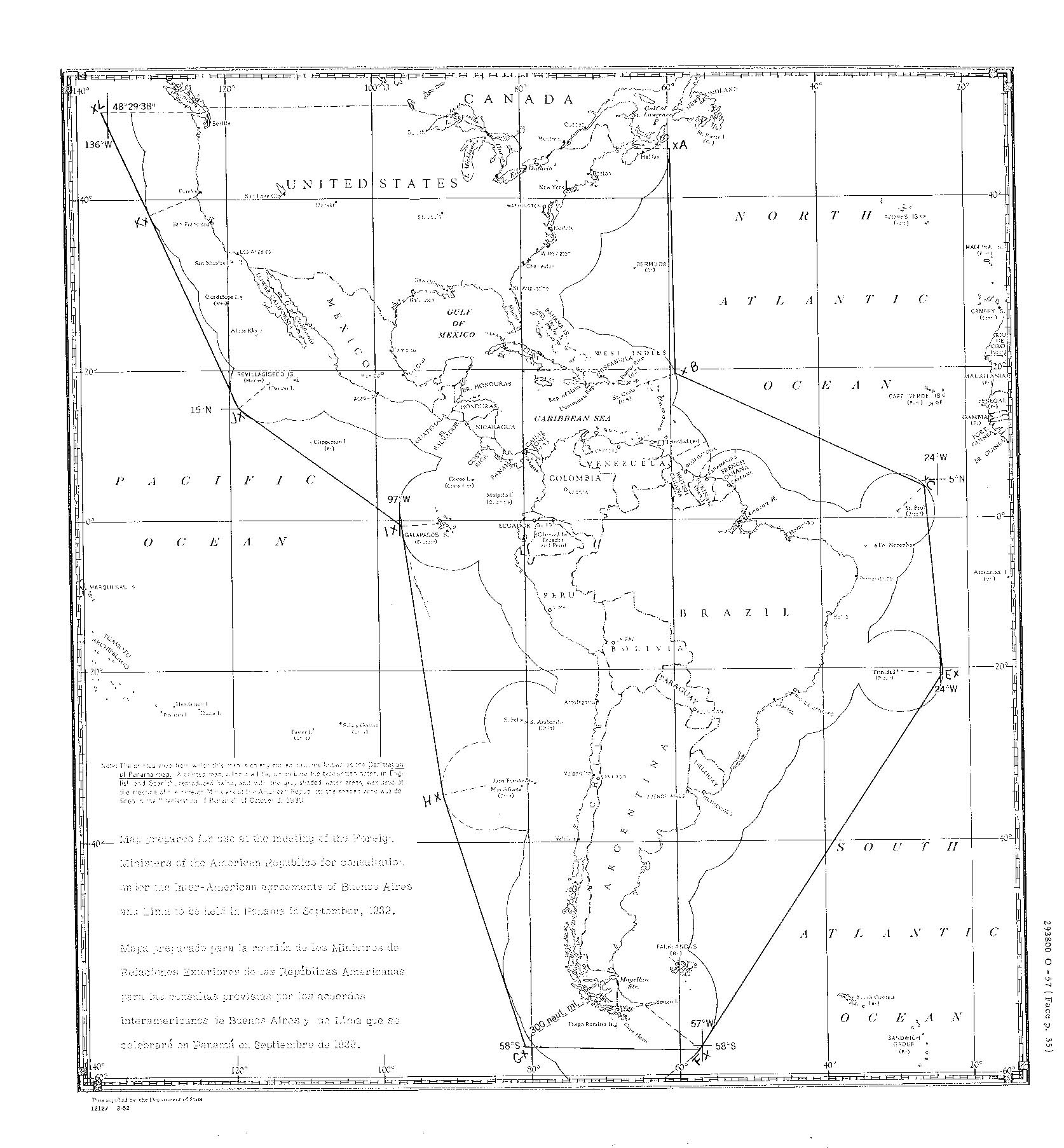
Карта морської зони безпеки, запроваджена Панамською декларацією в жовтні 1939 року, встановлена прямими лініях між точками приблизно за 300 морських милях від берега

Панамська конференція (англ. Panama Conference) — міжнародна конференція часів Другої світової війни, що була проведена за участю міністрів закордонних справ (або еквівалентів) усіх суверенних держав Північної та Південної Америки з 23 вересня по 3 жовтня 1939 року, незабаром після початку Другої світової війни. Метою конференції визначалося узгодження національних інтересів з визначення спільної політики для всіх цих націй щодо війни, яка розпочалася, і зокрема морських дій націй, які воюють, у водах поблизу Америки.
Учасниками конференції були Сполучені Штати Америки, Мексика, Гватемала, Гондурас, Сальвадор, Нікарагуа, Коста-Рика, Панама, Куба, Гаїті, Домініканська Республіка, Венесуела, Колумбія, Еквадор, Перу, Бразилія, Парагвай, Болівія, Чилі, Аргентина та Уругвай. Канада не була присутня, оскільки вважалася частиною Британської імперії та перебувала у стані війни з Німеччиною.
Конференція проходила в місті Панама, Панама.
Країни-учасниці спільно видали Панамську декларацію, в якій висловлюють узгоджену політику збереження нейтралітету.